# Figuren aus Malcolm mittendrin

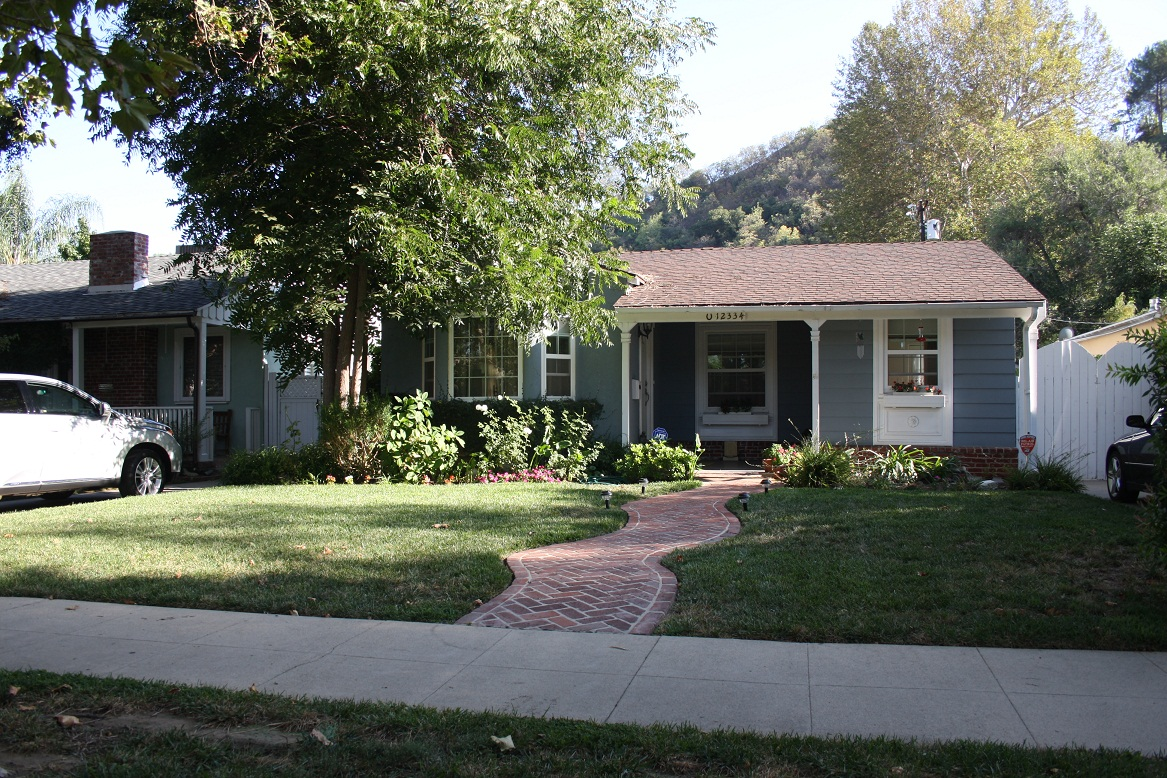
Das Haus der Familie
12334 Cantura Street, Los Angeles, CA, USA

Dieser Artikel beschreibt die wichtigsten Figuren der Fernsehserie Malcolm mittendrin. Diese  bestehen hauptsächlich aus der eigentlichen Familie, bestehend aus Vater Hal, Mutter Lois sowie den männlichen Kindern Malcolm, Reese, Francis, Dewey und später noch Jamie, sowie Freunden, Arbeitskollegen und Mitschülern. Im Laufe der Zeit entwickeln die Figuren entsprechend ihrer altersbedingten Entwicklung eigene spezifische Vorlieben und Lebensstrategien.

## Hauptfiguren

### Malcolm

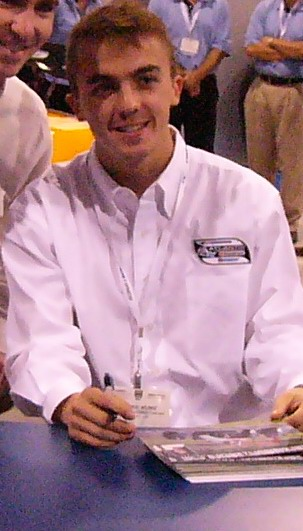
Frankie Muniz spielte Malcolm

Malcolm ist die Hauptfigur der Serie und der dritte Sohn von Hal und Lois. Zu Beginn der Serie ist er zehn Jahre alt. In der Episode Stock-Car-Rennen (Staffel 1) wird ihm von seinem Vater Hal erzählt, dass er nach Rusty Malcolm, einem bekannten Rennfahrer, benannt ist. Ebenfalls am Anfang der Serie erkennt Lehrerin Caroline Miller, dass er einen IQ von 165 hat und somit hochbegabt ist. Also schickt sie ihn in eine Hochbegabtenklasse. Malcolm will das zwar nicht, jedoch zwingt seine Mutter ihn dazu. Viele Episoden lang versucht Malcolm trotz seiner Begabung ein normales Teenager-Leben zu führen. Er hat allerdings, wie sein großer Bruder Reese, oft nur Unsinn im Kopf, löst Probleme im Gegensatz zu seinem Bruder aber eher mit seinem Kopf als mit seinen Muskeln. Malcolm versucht fast immer, seinen Mitmenschen zu helfen, wo er kann, auch wenn ihn das oftmals in schwierige Situationen führt. Malcolms egozentrische und rechthaberische Art sorgt dafür, dass er oft davon ausgeht, sein Glück und seine Probleme wären das Glück und die Probleme der ganzen Welt. Ganz nach dem Vorbild seiner Mutter Lois, versucht Malcolm ebenso seine Prinzipien mit aller Gewalt zu verteidigen. So kann auch er (wie Lois) nicht verstehen, warum es Menschen gibt, die eine andere Meinung vertreten als er, und versucht, seine Meinung anderen aufzuzwingen, da seine Ansichten der Dinge die richtigen seien und der Rest der Welt falschliegt. Mit dieser Eigenschaft handelt Malcolm sich stets Ärger ein und macht sich meist keine Freunde bzw. bestehende Freunde/Freundinnen wenden sich ab, was er sich mit deren Unwissenheit erklärt.
Während der sieben Staffeln verändert er sich jedoch. Zu Anfang wird er noch als Hochbegabter dargestellt, der nicht viele Freunde hat. Allerdings ähnelt er in den neuen Staffeln immer mehr seinem älteren Bruder Reese. Zwar ist Malcolm immer noch äußerst intelligent, allerdings verbringen er und sein mittlerweile nicht mehr ganz verblödeter Bruder viel Zeit damit, Unsinn zu machen und ihre Familie in Schwierigkeiten zu bringen. Malcolm hat im Laufe der Serie mehrere Freundinnen, die ihn allerdings verlassen, weil er entweder nur von sich redet und ihnen nie zuhört oder weil der Rest der Familie sie schon hinlänglich wahnsinnig macht. Malcolm ist ein guter Tänzer, ansonsten aber völlig unmusikalisch im Gegensatz zu seinem Bruder Dewey. Zuletzt nimmt er an der Elite-Universität Harvard ein Studium auf und erfährt als offenbar letzter in der Familie, dass er nach dem Plan seiner Eltern einmal Präsident der Vereinigten Staaten werden soll.
Meist mehrmals pro Episode wendet sich die Hauptfigur, wissend, dass die übrigen Personen der Serie dies nicht bemerken, kurz zum Zuschauer und berichtet diesem über aktuelle Geschehnisse oder bringt seine Gefühle zum Ausdruck. Dabei handelt es sich um das Kunstmittel der Durchbrechung der vierten Wand.

### Reese

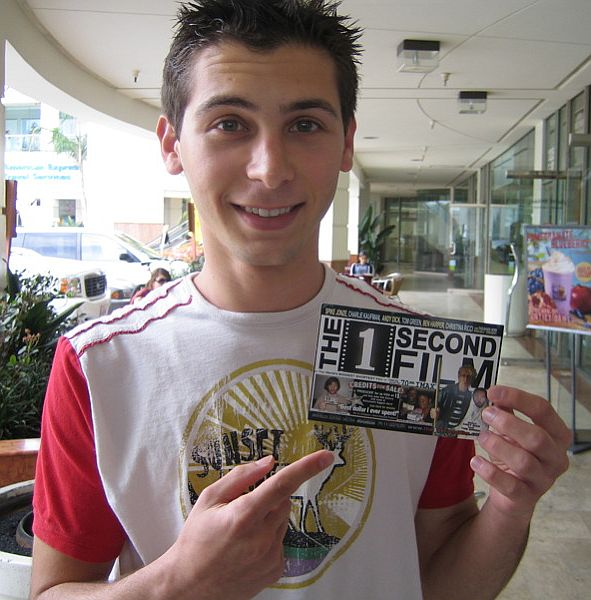
Justin Berfield spielte Reese

Reese ist der zweitälteste Sohn der Familie und scheint auch der am wenigsten intelligente zu sein. Wenn er boshafte Pläne und Streiche entwickelt, kann er allerdings gelegentlich einfallsreicher sein als sein Bruder Malcolm, da er eine stark ausgeprägte Phantasie hat. Reese ist (jüngeren und körperlich unterlegenen Kindern gegenüber) meist sehr gewaltbereit. Außerdem ist er faul, weshalb er wenig bis gar keine Lust hat, zur Schule zu gehen oder Hausaufgaben zu machen. Seine schulischen Misserfolge sind jedoch auch darauf zurückzuführen, dass er große Probleme hat, sich zu konzentrieren. Er ist auf seiner Schule bei den unteren Klassen ein gefürchteter Schläger, der viele von Malcolms Klassenkameraden regelmäßig verhaut (bis auf Stevie, da dieser im Rollstuhl sitzt und somit als „Krüppel“ tabu ist). Bei gleichaltrigen bzw. ebenbürtigen Jugendlichen ist Reese ängstlich und eingeschüchtert. Zudem hat er keine Freunde. Ein Running Gag der Serie ist, dass stets niemand weiß, „wer Reese eigentlich ist“. Gleichaltrige kennen ihn vom Sehen her, wissen aber weder wie er heißt noch was er macht. Das Wissen darüber, ein „Niemand“ zu sein, und die mangelnde Beliebtheit setzen ihm persönlich sehr zu. Den Frust darüber lässt er gern an seinen jüngeren Brüdern Malcolm und vor allem an Dewey aus.
Obwohl er der Lieblingsenkel seiner Großeltern Ida und Victor ist, da sie meinen, er sei ein „richtiger Mann“ zum Weitergeben der Gene, setzen seine Eltern – anders als in Malcolm – kaum Hoffnung in ihn. Aber auch Reese ist auf seine eigene Weise hochbegabt: Er ist ein hervorragender und begeisterter Koch und hätte einmal beinahe einen Kochwettbewerb gewonnen, hätte er nicht seine Hinterlist aufblitzen lassen und die anderen Teilnehmer sabotiert. Dies wäre gar nicht nötig gewesen, da er ohnedies gewonnen hätte, was er auch vorher wusste. Zu besonderen Anlässen bekocht er auch seine Familie. Diese ist darüber dann außerordentlich erfreut und verehrt Reeses Kochkünste geradezu ekstatisch.
Wegen seiner sehr oft rücksichtslosen und destruktiven Art erntet er viel Verachtung von seinen Mitmenschen – sowohl von Mitschülern als auch von seinen Brüdern. Deswegen haben Malcolm und Dewey auch immer große Freude daran, wenn ihm etwas Schlimmes widerfährt – wohlwissend, dass er es verdient hat. Oft lässt er sich von seinen Mitmenschen leicht für ihre Zwecke missbrauchen und manipulieren. Reese ist auf vieles stolz, egal wie klein und unbedeutend es ist.
Als seine Freundin mit ihm Schluss macht, um mit seinem Bruder Malcolm zusammen zu sein, verlässt er ohne Rücksprache seine Familie und tritt der Armee der Vereinigten Staaten als Minderjähriger und unter falschem Namen bei. Als Reese dort sein „Gehirn vollständig ausschaltet“, gewinnt er viel Sympathie bei seinem Kommandanten und wird einer der besten Soldaten überhaupt. Nachdem er seine Grundausbildung bravourös bestanden hat, wird er nach Afghanistan in den Krieg geschickt, wo er jedoch sofort nach der Landung als Fallschirmspringer desertiert und schließlich von seiner Mutter Lois gefunden und wieder zurück nach Hause geholt wird.
Durch seine Dummheit, Athletik und die Folgen von Lois’ Erziehung setzt er alle Hoffnungen auf seine körperlichen Fähigkeiten, was ihn zum Urbild des jugendlichen Schlägers macht. Nach seinem High-School-Abschluss zieht er bei Craig ein und wird Hausmeister an seiner ehemaligen Schule.

### Dewey
Dewey, der bis zur Geburt von Jamie der jüngste Bruder ist, leidet am meisten unter Malcolm und Reese, die ihn lieber verprügeln oder ausnutzen, als mit ihm zu spielen. Ferner findet er von seinen Eltern kaum Beachtung. So flüchtet er sich in seine eigene Welt, spricht zeitweise mit Fliegen oder spielt mit seinen imaginären Freunden und wird mehr oder weniger als Eigenbrötler in der Familie dargestellt. Wie Malcolm ist aber auch Dewey hochbegabt, allerdings im musikalischen Bereich. Zudem ist Dewey äußerst geschickt. So „arbeitet“ er zeitweise heimlich als Magier auf der Straße und verdient damit Geld, was er versteckt. Seine Eltern finden das Geld schließlich und erklären sich den unverhofften Geldsegen mit vergessenen Ersparnissen, und kaufen sich davon eine neue Waschmaschine. Dewey verfügt auch über die Gabe, andere Menschen, scheinbar nach Belieben, manipulieren zu können, womit er z. B. Hals „Band“ (kurz vor deren erstem öffentlichen Auftritt) sehr durcheinanderbringt und die Freundschaften der Mitglieder einer schweren Belastungsprobe unterstellt. Außerdem nimmt Dewey es mit der Wahrheit nicht immer so genau und belügt ohne jede Scham prinzipiell jeden.
Malcolm will später Dewey dabei helfen, nicht in die Hochbegabtenklasse zu müssen (die er ihm als grauenhaftes Schicksal schildert), und lässt daher Reese die Fragen beim IQ-Test beantworten. Dies führt dazu, dass Dewey in eine Förderklasse gezwungen wird, in der Kinder unterrichtet werden, die als hoffnungslose Fälle mit „besonderen Bedürfnissen“ gelten. Seit Dewey in dieser speziellen Klasse ist, stieg er schnell zum Anführer auf und sorgt dafür, dass die Kinder vieles bekommen, was sie vorher schon gerne wollten, aber nie haben durchsetzen können. Außerdem gibt er ihnen Nachhilfeunterricht und die Perspektive, mehr aus sich machen zu können.
Was die anderen Hauptfiguren in der Serie sich erst mühsam erkämpfen müssen (beispielsweise Geld) und meist nie erreichten, fällt Dewey (meist durch Charismatisch unterwürfiges Auftreten) wie von selbst in den Schoß, was die anderen Familienmitglieder erkennen und auch öfters ansprechen. Dewey ist trotz aller Widrigkeiten das Glückskind der Familie.
Dewey hat ein ausgeprägtes musikalisches Talent, das er als Pianist und Komponist erfolgreich umsetzen kann, obwohl ihn seine Familie darin nicht unterstützt bzw. seine Eltern den Erfolg (z. T. unbewusst) sabotieren. Als Dewey z. B. an einem Wettbewerb teilnehmen soll, passierte Lois ein Missgeschick nach dem anderen: Erst verpassen sie das Flugzeug, da Lois sich weigert, sich vom Sicherheitspersonal abtasten zu lassen, was dazu führt, dass Dewey vor dem Wettbewerb nicht mehr üben kann. Danach bekommt Dewey Chili in seine Augen, sodass er nichts mehr sieht, und sie klemmt seine Hände in ihrer Handtasche ein, wodurch ein Klavierspiel unmöglich erscheint, und mehr. Zudem verpassen Hal und Lois stets seine Schulaufführungen. All dies sieht Dewey als Sabotageakt seiner Eltern aus Missgunst. Er weiß sich aber auch gegen seine Brüder Malcolm und Reese zu helfen und schlägt dabei sogar Profit für sich heraus, indem er geschickt die Furcht der beiden vor ihrer Mutter Lois gegen sie ausspielt.
Er wird von allen Familienmitgliedern oft nur am Rande wahrgenommen. Selbst herausragende Ereignisse, wie z. B. die Verleihung eines Musikpreises, bleiben von allen unbeachtet. Dies führt jedoch dazu, dass er regelmäßig die Geheimnisse der anderen erkennt, was ihm in Schlüsselsituationen die Gelegenheit verschafft, seine Interessen durchzusetzen – häufig um Rache an einer Person zu üben, die ihm in der Folge am Übelsten zugesetzt hat.
Dewey verhält sich seinem jüngeren Bruder Jamie gegenüber meist sehr fürsorglich, ganz im Gegensatz zum Umgang seiner eigenen älteren Brüder mit ihm.

### Hal

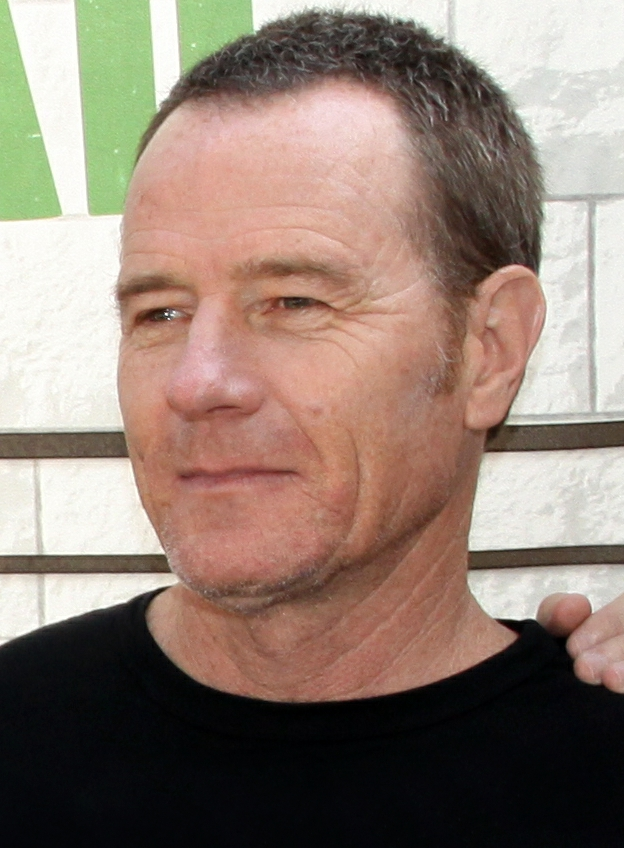
Bryan Cranston spielte Hal

Hal ist Lois’ Ehemann und Francis’, Reeses, Malcolms, Deweys und Jamies Vater. Bevor er mit Lois zusammenkam, war Hal mit ihrer Schwester 5 Jahre lang liiert. Zudem ist er seiner Ehefrau sexuell außerordentlich stark verfallen, was in einer Vielzahl von Folgen immer wieder satirisch  thematisiert wird. Sein Charakter schwankt zwischen unreifem Halbstarken und bemühtem Vater. Er ist meistens angespannter als seine Frau, hauptsächlich, weil er Angst hat, eine falsche Entscheidung zu treffen. Beispielsweise ist Hal auch mal „von der Hüfte aufwärts“ gelähmt,  weil ihm der Stress, Entscheidungen zu treffen, zu sehr zusetzt.
Allerdings kann er auch seine Kinder bestrafen, wenn es Lois in irgendeiner Weise nicht möglich ist dies selbst zu tun. Mehrere Folgen verweisen darauf, dass er früher, genau wie seine Söhne, ein Rebell und Unruhestifter war. So gibt Lois ihren Sohn Francis gegenüber z. B. zu, das dessen Vater früher ein Rowdy war, sich hat tätowieren lassen und rücksichtslos gegenüber anderen verhalten hat. Zudem ist Hal ein großer Fan von Motorrädern, dessen Existenz er allerdings stets leugnen muss, weil Lois diese als „Todesmaschinen“ betrachtet.
Hal ist außerordentlich phantasievoll. Er tagträumt regelmäßig davon erfolgreich und berühmt zu sein und davon, wie seine Nachbarn ihn bewundern, und sei es auch nur deshalb, weil er mit Sprungfedern an den Schuhen eine Katze vom Baum „rettet“. Außerdem hat Hal öfters den Drang, Dinge zerstören zu wollen. Seien es Gegenstände mit einer Dampfwalze platt zu machen, oder den aufwändigen Dominoparcours seines Sohnes Dewey, Roboter zu entwickeln die etwas zu zerstören. etc.
Hal's bester Freund ist Abe, der Vater von Malcolms besten Freund Stevie. Beide Pokern gern miteinander, obwohl Hal keine Ahnung davon hat. Er spielt nur mit um „dazu zu gehören“, da dies eine Exklusive Runde mit Abe's Freunden ist. Auch wenn es in dieser Runde immer wieder Streitereien gibt, scherzen letztlich alle miteinander und sind gut befreundet.
Hal findet es schrecklich, wenn Lois sich aufregt, und versucht deshalb, heikle Diskussionen und Situationen zu umgehen. Dennoch steht Hal offiziell hinter jeder Entscheidung seiner Frau, selbst wenn er insgeheim anderer Meinung ist. Wenn Lois weg ist, verliert er jedoch rasch die Selbstkontrolle, verfällt zurück in alte Gewohnheiten und fängt zum Beispiel mit dem Rauchen an, betreibt Glücksspiel, hört laute Musik oder baut einen „Killer-Roboter“. Er bekommt oft Wutausbrüche wegen kleiner Geschehnisse, die meistens in selbstzerstörerischen Anfällen enden.
Entwickelt er ein Hobby, ist er sehr leidenschaftlich und ehrgeizig, wie zum Beispiel im Rollschuhlaufen, beim Betreiben eines Piratenradiosenders und im Olympischen Gehen. In der Folge Bowling wird er als sehr guter Bowler dargestellt, der beinahe ein perfektes Spiel absolviert. Diese Hobbys halten für gewöhnlich jedoch immer nur kurze Zeit an. Er stammt aus einer großen und reichen Familie. Diese kommt wegen starker Spannungen zwischen ihr und Lois nur selten zu Besuch. Sie finden, Hal hätte eine höherklassige Frau als Lois verdient.
Hal arbeitet in einem Großraumbüro als Büroangestellter in einer großen, aber krisengeschüttelten Firma, wo er jahrelang jeden Freitag unentschuldigt und unbemerkt der Arbeit fernblieb. Außerdem ändert er mehrere Male in der Serie seinen angeblichen Lieblingssohn, so ist es mal Malcolm oder auch Reese. In der Episode Das neue Familienmitglied wird enthüllt, dass Hal im März Geburtstag hat und es wird angedeutet, dass er und Lois im selben Jahr geboren wurden.

### Lois

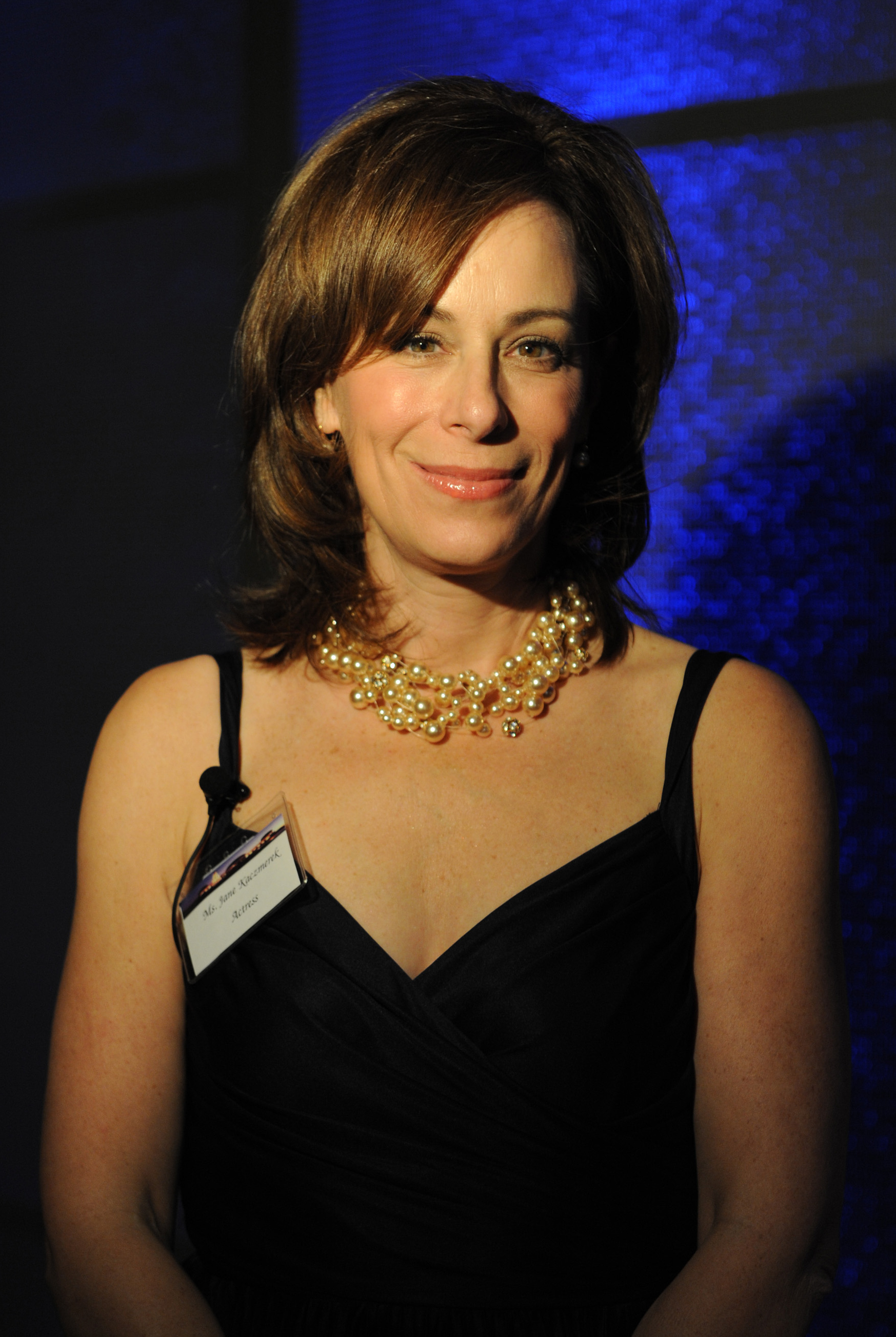
Jane Kaczmarek spielte Lois

Lois ist die resolute, äußerst jähzornige und zähe Mutter der Jungen und das nötige Bindeglied, das die Familie zusammenhält. Meistens durchschaut sie ihre Söhne und ihren Mann. Sie arbeitet als Verkäuferin bei Lucky Aide, dem örtlichen Supermarkt. Bei der Erziehung geht sie resolut und streng vor, sie ist rechthaberisch, kontrollierend und der Überzeugung, jede Auseinandersetzung gewinnen zu müssen. Sie ist eindeutig cholerisch veranlagt und blamiert oft öffentlich ihre Söhne, wofür diese – besonders Francis – sie hassen. Obwohl sie einen großen Sinn für Moral hat, zwingt sie anderen oft ihre eigenen Vorstellungen auf.
Sie hatte durch ihre verhassten Eltern eine sehr unglückliche Kindheit und wurde unter anderem als kleines Mädchen von ihrem Vater Victor mehrmals in einen Schrank gesperrt. Als Teenager hatte sie noch viele Träume, die aber meist nicht in Erfüllung gingen, wodurch ihr heutiges jähzorniges Verhalten entstand. Angeblich wurde sie im Jahre 2000, als die Serie zum ersten Mal ausgestrahlt wurde, 40 Jahre alt.
Lois und Hal fühlen sich auch nach 17 Ehejahren zueinander sexuell hingezogen und sie führen ein sehr intensives und abwechslungsreiches Liebesleben, was ihrer Ehe und Partnerschaft einen wichtigen Rückhalt bietet. Ursprünglich war Hal 5 Jahre lang der Freund ihrer Schwester, bis Lois ihn ihr schließlich „ausspannte“, was ihre Schwester ihr bis heute vorwirft. Im Drehbuch wird Lois als „weiblicher Teufel“ beschrieben. Sie ist neben ihrem Ehemann Hal eine der Hauptfiguren der Serie, die sich kaum entwickelt. Erst in der letzten Staffel findet Malcolm näher zu ihr. Auch das eigentlich dramatische und traurige Verhältnis zu Francis wird erst dann näher beleuchtet. Sie entschuldigt sich für ihr Verhalten in der Vergangenheit, was Francis aber auch nicht dabei hilft, von ihr loszukommen. Daraufhin macht sie einen hilflosen Versuch, ihm Geld als Entschädigung anzubieten.
In der letzten Folge der Serie wird Lois wieder schwanger, was Entsetzen bei Hal und Lois hervorruft.

### Francis
Francis, der älteste Sohn, leidet unter dem Trauma seiner Kindheit, die hauptsächlich von der autoritären Mutter geprägt wurde, obwohl sich Lois – damals noch als unerfahrene junge Mutter – ernsthaft bemühte, ihrem ersten Kind die liebevollste und verständnisvollste Erziehung zu gewähren. Seither macht er jedoch für fast alles, was in seinem Leben schiefläuft, Lois verantwortlich.
Von seinen Eltern wurde Francis auf eine Militärakademie in Alabama geschickt, um ihm Disziplin beizubringen. Dieses Vorhaben misslingt jedoch, da sich Francis als „völlig disziplinlos“ erweist und dadurch den Kommandanten der Akademie, Spangler, oft an den Rand der Verzweiflung bringt. Als Francis es dort nicht mehr aushält, lässt er sich durch einen juristischen Trick aus der „elterlichen Vormundschaft“ befreien und geht in der Hoffnung auf eine gutbezahlte Anstellung als Baumfäller nach Alaska. Jedoch landet er nur als Küchenhilfe und Tellerwäscher in einer billigen Absteige, wo er die Inuit-Frau Piama kennenlernt, die bald seine Frau wird. Er versucht, unter den Holzfällern Ansehen zu erlangen, was ihm nicht gelingt, obwohl er mit einem unvergesslichen Boxkampf seiner Chefin Lavernia paroli bietet. Zwischendurch erscheint der völlig demoralisierte Kommandant Spangler, welcher Francis nach Alaska verfolgte, da er innerlich die von Francis ausgehende Disziplinlosigkeit nicht verkraftete.
Als der letzte Baum in der Gegend gefällt ist und dem Indianerstamm von Piama das Land großzügig von einer Rohstofffirma abgekauft wird, kündigt Francis seine Arbeit und fährt mit Piama Richtung Süden. In einer Ferienranch in Arizona findet er einen neuen Job als Vorarbeiter bei den dänischen (in der englischen Originalversion deutschen) Hoteliers Otto und Grete, welche sich mehr schlecht als recht in den USA zurechtfinden und sehr dankbar für Francis’ Hilfe sind. Diese bewahrt sie mehr als einmal vor großen Dummheiten (etwa dem Kauf von Sonnenschutzmittel für Kühe). An dieser Aufgabe findet er Gefallen und er beginnt sogar zum ersten Mal in seinem Leben Verantwortungsgefühl zu entwickeln. Doch auch diese Stelle verliert Francis, da er Ottos Geld an einem Geldautomaten einzahlt, der gar kein Geldautomat ist.
Von da an hält er sich mehr schlecht als recht über Wasser, bis er am Schluss der Serie letztendlich in die Fußstapfen seines Vaters tritt und in einem langweiligen Bürojob landet, der jedoch zu seiner veränderten Lebensweise passt und der ihn zufrieden macht.

### Jamie
Jamie ist das jüngste Kind der Familie, das Lois am Ende der vierten Staffel zu Hause zur Welt bringt. Zu Beginn wird das Geschlecht nicht explizit erwähnt, da Jamie sowohl ein Mädchen- als auch ein Jungenname ist. Anfang der fünften Staffel wird verraten, dass Jamie ebenfalls ein Junge ist. In der letzten Staffel wird Jamie als Kleinkind gezeigt, wobei er zunächst kein Wort spricht, was in einer Folge thematisiert wird. In dieser aber spricht er seine ersten Worte („Halt' die Klappe!“), welche jedoch niemand hört, zu Lois, die versucht, ihm das Sprechen beizubringen. Jamie ist die meiste Zeit seiner Auftritte komplett still und kaum quengelig.

## Nebenfiguren

### Craig Feldspar
Craig Feldspar ist Lois’ (in späteren Staffeln auch Malcolms) neurotischer Kollege im Supermarkt Lucky Aide. In seinem Job als stellvertretender Geschäftsführer zeigt er sich wenig kompetent; gegenüber Untergebenen verhält er sich tyrannisch und gegenüber Vorgesetzten duckmäuserisch. In zahlreichen Szenen wird gezeigt, dass er unglücklich in Lois verliebt ist. Lange Zeit bemerkt dies Lois nicht, bis er es ihr sagt, als er glaubt, sterben zu müssen. Als er von ihr zurückgewiesen wird, beginnt er allmählich ein wenig selbstbewusster zu werden. Er liebt seinen Perserkater „Jelly Bean“ über alles und verwöhnt das Tier in absolut absurden Ausmaßen. Craig mag Science-Fiction, Computerspiele und Comics und gilt auf diesem Gebiet als absoluter Experte. Er wird meist als träge, unbeliebt und unbeholfen dargestellt, nur selten zeigt er Größe oder Selbstbewusstsein. In der Folge Softball (Staffel 5) zeigt sich jedoch, dass er sehr gut Softball spielen kann und sogar der Beste in seinem Team ist. Dies ist eine der wenigen Gelegenheiten, bei denen er zeigt, dass er auch selbstbewusst sein kann. Obwohl Craigs Vater ein eigenes Fitnessstudio besitzt und sich äußerst gesund ernährt, ist Craig selbst übergewichtig, weshalb ihn sein Vater auch nicht akzeptiert. In dieser Folge erfährt Craig, dass seine Mutter noch lebt, was ihm sein Vater jahrelang verschwiegen hatte.
Zum Ende der Serie zieht Reese nach seinem Abschluss bei Craig ein.
Erster Auftritt: Lois sieht rot (Red Dress)

### Stevie Kenarban
Stevie Kenarban ist Afro-Amerikaner und Malcolms bester Freund. Er sitzt im Rollstuhl, hat nur einen Lungenflügel und ist überdies Asthmatiker. Deshalb muss er beim Reden häufig Atempausen machen und kann nur mühsam und stockend sprechen. Er und Malcolm begegnen sich zum ersten Mal bei einem von Lois vereinbarten Treffen. Anfangs hält Malcolm ihn für einen Freak, da er in die Begabten-Klasse geht, aber nachdem er Stevies Leidenschaft für Comics entdeckt hat, werden sie schnell Freunde. Stevies Eltern erlauben ihm nichts, nicht einmal das Fernsehen, da sie ständig um seine körperliche und geistige Gesundheit besorgt sind. Stevie selbst würde viel lieber dieselben Sachen machen wie Malcolm. Er beweist auch hin und wieder, dass er trotz seiner Behinderung sehr wohl dazu in der Lage ist.
Erster Auftritt: Malcolm, der Held (Pilot)

### Piama Tananahaakna
Piama Tananahaakna ist Francis’ Ehefrau und eine Inuit-Indianerin. Sie war 19 Jahre alt, als sie und Francis sich in Alaska kennengelernt und nach drei Wochen geheiratet haben. Piama ist sehr resolut und bestimmend, lässt aber Francis auch immer wieder die Freiheiten, seine Fehler und Dummheiten selbst zu begehen. Zunächst liegen Piama und Lois immer in Opposition und Kampfbereitschaft, da Lois es übel nahm, nicht vorab über die Hochzeit ihres ältesten Sohnes informiert worden zu sein. Als jedoch Hal und Francis gegen den Willen ihrer Frauen einen Motorradausflug unternehmen, halten die beiden zusammen, weshalb ihr Verhältnis im Laufe der Serie immer besser wird.
Erster Auftritt: Das neue Familienmitglied (Hal's Birthday)

### Abraham „Abe“ Kenarban
Abraham Kenarban, meist nur „Abe“ genannt, ist Stevies überfürsorglicher Vater und Kittys Ehemann. Er ist Hals Freund und spielt gerne mit ihm und seinen anderen Freunden Trey, Brian, Malik und Steve Poker. Als Kind ist er von seiner Großmutter und seinen vier unverheirateten Tanten erzogen worden. Wenn er verängstigt oder verunsichert ist, bekommt er – ähnlich wie sein Sohn Stevie – häufig Asthma-Anfälle, dazu ist er stark übergewichtig.
Erster Auftritt: Die Ausreißer (Sleepover)

### Kitty Kenarban
Kitty Kenarban ist Stevies Mutter und Abes Ehefrau. Sie lässt ihrem Sohn genauso wie Abe nicht viele Freiheiten, da sie Angst hat, er könne sich verletzen. Sie spricht meistens mit einer leisen Stimme und vermeidet durch ihre zurückhaltende Art jegliche Art von Konfrontation. Zu Beginn der fünften Staffel trennt sie sich von Abe und verschwindet. In dieser Zeit tobt sie sich aus und arbeitet unter anderem als Prostituierte und spielt kurzzeitig in Pornofilmen mit. In der sechsten Staffel kehrt sie wieder zurück, tritt danach aber nie wieder in der Serie auf, obwohl sie von Abe noch mehrere Male danach erwähnt wird.
Erster Auftritt: Die Ausreißer (Sleepover)

### Ida Kenzel
Ida ist Lois’ Mutter und Malcolms Großmutter. Sie ist gemein, hinterhältig, tyrannisch, rassistisch und bösartig und wird von der ganzen Familie gefürchtet und gehasst, allerdings hat sie Dewey vor einem vorbeifahrenden Wagen gerettet, wobei sie ihr Bein verlor. Sie ist eine Kettenraucherin und hat eine starke Abneigung gegenüber Francis und dem angeblich zu weichen Malcolm. Reese hingegen hält sie für einen richtigen Mann. Sie spricht oft von ihrer alten Heimat, die jedoch nie namentlich genannt wird. Gebräuche, die Namen ihrer Verwandten und Bekannten sowie die Wörter in ihrer Muttersprache, die sie gelegentlich verwendet, setzen sich aus Merkmalen bzw. Wörtern des Slawischen und Ostromanischen zusammen. Sie spricht dabei einmal von ihrem Bruder Miloš, den sie seit ihrer Emigration nicht mehr gesehen hat, was nahezu ausschließlich auf eine tschechische oder serbische Herkunft hindeutet. In der Episode Idas Tanz mehren sich die Hinweise, dass es eine fiktive ethnische Minderheit ist, die ost- und südosteuropäische Einflüsse vereint. In Idas Tanz sieht man sowohl eine kroatische Flagge als auch ein Foto der Stadt Zagreb aber auch das Feiern des St. Grotus Tag, was tatsächlich auf die Zugehörigkeit zur serbischen Minderheit in Kroatien hinweisen könnte, da serbische Familien in der Regel ein Mal jährlich ihre Slava, also den Schutzheiligen der Familien feiern. Ida redet oft von ihrer harten Kindheit, so habe sie beispielsweise als kleines Mädchen lediglich ein Stück Holz zum Spielen gehabt. Auch sonst stellt sie das Leben in der „alten Heimat“ als sehr einfach bis primitiv dar und beschreibt einige sehr archaische Bräuche.
Ida kritisiert fast ununterbrochen ihre Mitmenschen mit herabsetzenden und beleidigenden Worten und beißendem Sarkasmus. Die Worte und Taten der anderen interpretiert sie stets als Beleidigung oder Respektlosigkeit ihr gegenüber. Auf der anderen Seite versucht sie, ihre eigenen Handlungen als gerechtfertigt und selbstverständlich darzustellen. Diese sind allerdings meist ausgesprochen egoistisch und moralisch fragwürdig.
Sie lebt in Kanada, scheint aber auch viel Zeit bei ihrer Tochter Susan zu verbringen, die ihr wesentlich näher steht als Lois.
Erster Auftritt: Hilfe, Oma und Opa sind da (The Grandparents)

### Victor Welker
Victor ist Lois’ Stiefvater, wie es sich erst nach seinem Tod herausstellt. Seine Vergangenheit ist weitgehend unklar, mit der Ausnahme, dass er als junger Mann sein Zuhause verließ und in den Krieg zog. Auch deshalb kennt er sich gut mit Waffen aus und gab Reese bei seinem einzigen Auftritt in einer Episode eine Handgranate, da er denkt, dieser sei ein „richtiger Mann“, obwohl Reese mit dieser nicht umgehen kann.
Später (in der fünften Staffel), als Victor schon tot ist, erfährt man, dass Victor noch eine geheime, zweite Familie in Kanada hat, um die er sich sehr viel besser als um Ida, Lois und ihre Schwester kümmerte. Gleichzeitig finden Lois und Ida zufällig durch einen Vaterschaftstest heraus, dass Victor nicht Lois’ leiblicher Vater war.
Erster Auftritt: Hilfe, Oma und Opa sind da (The Grandparents)

### Caroline Miller
Caroline Miller ist Malcolms Lehrerin in der Hochbegabtenklasse in den ersten beiden Staffeln der Serie. Sie ist sehr begeistert von ihrem Job, weshalb ihr Malcolms Interessen, als dieser in ihre Klasse wechselt, auch am Herzen liegen und sie sich sehr um ihn kümmert.
Erster Auftritt: Malcolm, der Held (Pilot)

### Cynthia Sanders
Cynthia Sanders kommt in der Episode Frühlingsgefühle (Staffel 2) in die Hochbegabtenklasse. Sie ist eine von Malcolms ersten Schwärmereien der Serie, wird aber nach wenigen Folgen bereits zu einer guten Freundin von ihm. Nach einiger Zeit Abwesenheit durch einen Schüleraustausch in Europa kehrt sie Mitte der dritten Staffel wieder zurück. Als sie wiederkommt, hat sie plötzlich – für ihr Alter ungewöhnlich – große Brüste, weshalb Reese auch kurz mit ihr zusammen ist, um ihre Brüste sehen zu können. In der Episode Alles auf Anfang hindert sie Malcolm daran, das Auto seiner Eltern gegen deren Willen zu fahren, indem sie vor der kompletten Schülerschaft behauptet, Sex mit Malcolm gehabt zu haben. Dies war ihr letzter Auftritt in der Serie; was mit ihr danach passiert, ist unklar.
Erster Auftritt: Frühlingsgefühle (Krelboyne Girl)

### Lloyd
Lloyd ist einer von Malcolms und Stevies Klassenkameraden der Hochbegabtenklasse und dabei einer ihrer besten Freunde in den ersten vier Staffeln der Serie. Er wird meist als Nerd dargestellt, der körperlich sowie emotional leicht zerbrechlich ist, was meist übermäßig dramatisch verkörpert wird. Wie die anderen begabten Schüler wird er häufig von Schülern anderer Klassen schikaniert. Er leidet – auch dadurch – an seinem geringen Selbstwertgefühl und muss auch regelmäßig zu einem Schultherapeuten gehen. Bei mehreren seiner Auftritte wird leicht angedeutet, dass er selbstmordgefährdet ist, was auch sein Freund Dabney damit bestätigt, dass die meisten seiner Ideen mit einem Selbstmord enden würden und er bereits mehrmals einen Todespakt gemacht habe. Wie die meisten anderen Begabten tritt Lloyd seltener in Folgen der vierten Staffel auf, bis er ab der fünften Staffel nicht mehr auftritt, da Malcolm und Stevie von nun an auf eine andere Schule gehen.
Erster Auftritt: Das Begabten-Chaos (Krelboyne Picnic)

### Dabney Hooper
Dabney Hooper ist Malcolms und Stevies emotional geplagter und leicht eingebildeter Mitschüler in der Hochbegabtenklasse und einer ihrer besten Freunde in den ersten vier Staffeln der Serie. Wie die anderen Schüler der Hochbegabtenklasse wird auch er regelmäßig von Schülern anderer Klassen schikaniert. Im Laufe der Zeit zeigt Dabney kleine homosexuelle Züge, so zum Beispiel fühlt er sich gelegentlich zu Malcolm hingezogen. Er hat eine schlechte Beziehung zu seiner strengen Mutter Dorene, die versucht, ihren Sohn immer und überall zu kontrollieren. Sein Vater versucht sich Dabney zufolge seine Liebe zu erkaufen. Als er von seinem Großvater ein Paintball-Gewehr zu seinem Geburtstag geschenkt bekommt, wird es ihm prompt von seiner Mutter abgenommen. Nachdem ihn Malcolm daraufhin aber heimlich zu einem Paintball-Kurs mitnimmt und von seiner Mutter erwischt wird, wird er selbstbewusster und widersetzt sich ihr. Nachdem er in der vierten Staffel der Serie kaum noch auftritt, ist er ab der fünften Staffel nicht mehr zu sehen.
Erster Auftritt: Das Begabten-Chaos (Krelboyne Picnic)

### Jessica
Jessica ist ein Mädchen aus der Nachbarschaft und geht auf dieselbe Schule wie der gleichaltrige Malcolm. Sie wird von Hal als Babysitterin eingestellt, um auf Malcolm, Reese und Dewey aufzupassen, während Lois schwanger mit Jamie ist, da Hal sonst nicht mit den Jungs fertig würde. In späteren Folgen ist sie einfach ein Gast im Haus der Familie und wohnt auch einige Zeit dort, um ihrem schlechten Vater zu entkommen. Sie wird von ihm häufig hinausgeworfen, da er des Öfteren Probleme mit der Polizei und Alkohol hat. Jessica kann die Jungs durch ihr höchst manipulatives Wesen steuern und ausnutzen und schafft es immer wieder, Malcolm zu überlisten.
Erster Auftritt: Der Babysitter (Stereo Store)

### Polly
Polly ist Jamies leicht verrückte Babysitterin und tritt in einer Nebenrolle in der fünften Staffel auf. In der Folge Der Glückspulli wird sie von Hal und Lois jeweils mit Abe und Craig verkuppelt, woraus am Ende aber nichts wird, da sie meint, eine Beziehung würde nur ihre Karriere behindern. Nachdem sie Ende der fünften Staffel verschwindet, stellt sich daraufhin heraus, dass Hal und Lois einen neuen Babysitter für Jamie gefunden haben.
Erster Auftritt: Malcolms Job (Malcolm's Job)

### Otto Mannkusser
Otto Mannkusser ist Francis’ deutscher bzw. in der deutschsprachigen Synchronfassung der Serie dänischer Arbeitschef und Mitbesitzer einer Ranch mit Hotel (dem „Grotto“, ein Kofferwort aus Grete und Otto) in der vierten und fünften Staffel. Er ist mit Gretchen verheiratet, mit der er vor Jahren in die Vereinigten Staaten einwanderte und auch einen Sohn Rutger (in der deutschen Fassung Lasse) hat, mit dem er aber keinen Kontakt hält. Otto ist wie Gretchen leichtgläubig und trotz seines kräftigen Körperbaus meist ein Schwächling. Als Francis Ottos Geld aus Versehen bei einem falschen Geldautomaten einzahlt, wird er gekündigt, obwohl die beiden über zwei Jahre lang gute Freunde waren. Sein Nachname „Mannkusser“ könnte möglicherweise aus dem Begriff „Mannküsser“ entstanden sein.
Erster Auftritt: Ein Tag im Zoo (Zoo)

### Grete Mannkusser
Gretchen Mannkusser ist zusammen mit ihrem Mann Otto Besitzerin des „Grottos“ und eine deutsche (in der deutschsprachigen Version dänische) Einwanderin in die Vereinigten Staaten. Sie ist eine sehr fürsorgliche Frau für ihren Mann, wenn dieser einmal überfordert ist. Wie die beiden zusammenkamen, erzählte Otto einmal Francis: Gretchen war vor Jahren eigentlich die Freundin Ottos besten Freundes, wurde aber auch von Otto geliebt. Als Gretchen und ihr Freund zusammen durchbrennen wollten, erzählte Otto ihr fälschlicherweise, sie würde sich mit ihm in Berlin (bzw. in der deutschen Synchronfassung in Kopenhagen) treffen. Als sie allein am Bahnhof stand, tröstete sie Otto und kam mit ihr zusammen.
Erster Auftritt: Ein Tag im Zoo (Zoo)

### Lionel Herkabe
Lionel Herkabe ist der Lehrer der Hochbegabtenklasse ab Anfang der dritten Staffel und ab der fünften Staffel Schuldirektor der Highschool, auf die Malcolm und Stevie gehen. Er wird meistens als egoistisch und verkrampft dargestellt und will Malcolm oft für seine eigenen Zwecke ausnutzen. Wie Malcolm ist auch Herkabe ein Hochbegabter. Das Verhältnis zwischen ihm und Malcolm ist angespannt, seitdem Malcolm öffentlich meinte, Herkabe sei sein unbeliebtester Lehrer. Auch Hal und Lois zeigen eine Abneigung gegen ihn, als sie von ihm als elterliche Freiwillige in die Schule einberufen werden. Hinter seinem Rücken nennt Hal ihn während des Dienstes „Jerkabe“ (Jerk, engl. für Trottel). Während Herkabes Auftritten in der Serie wirkt Malcolm meist aufgelöst und muss nicht selten als Versuchskaninchen für dessen sorgfältig ausgedachte Pläne herhalten, was am Ende solcher Episoden aber immer damit endet, dass er von Malcolm besiegt wird.
Erster Auftritt: Rebellion gegen das System (Emancipation)

### Edwin Spangler
Edwin Spangler ist ein strenger und hart gesottener Militärveteran und Kommandant der Militärakademie, auf die unter anderem Francis geht. Er leidet unter Dutzenden von Verletzungen und verlor sein rechtes Auge, seine linke Hand und seinen rechten Ringfinger; ironischerweise verlor er diese nicht in einem Kampf o. ä., da er nie im Krieg gekämpft hat. Gleichwohl trägt er eigenartigerweise extrem hohe Dekorationen – abgesehen von den Dienstgradabzeichen eines Viersternegenerals führt er das US-Fallschirmsprungabzeichen Meisterklasse sowie das südvietnamesische Fallschirmspringerabzeichen in Oberstufe. Mit dem Meisterschützenabzeichen des United States Marine Corps trägt Spangler eine Auszeichnung, die er als (seiner Uniform nach) Angehöriger der US Air Force überhaupt nicht zu tragen berechtigt wäre, da die US-Luftwaffe dieses Abzeichen nicht führt – was in der Serie allerdings nie thematisiert wird.
In den ersten beiden Staffeln ist Francis sein wohl rebellischster Schüler, weshalb ihre gegenseitigen Meinungen bei zahlreichen Ereignissen zusammenprallen. Mitte der dritten Staffel, als Francis die Akademie schon verlassen hat, verlässt Spangler seinen Job wegen Langeweile, da Francis seinem Leben einen Sinn gab, indem Spangler immer wieder versuchte, ihn zu disziplinieren. Er folgt Francis nach Alaska und versucht zunächst, ihn umzubringen. Eric und Francis erkennen, dass das einzige, was ihn glücklich macht, das Quälen und Einschüchtern hilfloser Schüler ist. Die beiden finden daraufhin schnell einen neuen Job für ihn in einem Altenheim, in dem er die Freiheit hat, ältere Menschen zu schikanieren. Dies war sein letzter Auftritt in der Serie.
Erster Auftritt: Gewissensbisse (Shame)

### Eric Hansen
Eric Hansen ist Francis’ Mitschüler in der Militärakademie und sein Freund in den ersten drei Staffeln der Serie. Er ist in der Regel zurückhaltend und leidet des Öfteren unter den Folgen von Francis’ Dummheiten. Mehrere Male erwähnt Eric, dass er zwei Väter hat, was die meisten seiner Mitmenschen verwundert aufnehmen. Zu Beginn der dritten Staffel wird er 18 Jahre alt und verlässt die Akademie. Kurz darauf folgt ihm Francis  nach Alaska, wo sie bei Lavernias Holzfäller-Betrieb arbeiten, sich vorher aber einen besseren Job erhofft haben. Als der Betrieb geschlossen wird, bekommt Francis einen Job auf einer Ranch, während Eric auf einer Autobahn stehen bleibt und als Anhalter wartet. Sein weiteres Schicksal ist unbekannt.
Erster Auftritt: Wasserspiele (Water Park (1))

### Weitere Nebenfiguren
Drew
Drew ist einer der Kadetten in der Militärakademie und tritt als Nebenfigur in der ersten und zweiten Staffel auf. Er ist physisch der stärkste aller Kadetten, aber auch emotional der schwächste. Nachdem Francis die Marlin Academy nach Alaska verlässt, ist Drew nie wieder zu sehen.
Erster Auftritt: Lois sieht rot (Red Dress)
Stanley
Stanley ist ein Kadett der Militärakademie in der ersten Staffel der Serie. Er beschützt Francis oft, ist ein guter Freund von ihm und teilt sich mit ihm auch ein Zimmer. Er hat eine sehr große Wertschätzung für den militärischen Lebensstil. Beispielsweise freut er sich auf ein Überlebenstraining in der Wildnis und ist der einzige, der dieses wirklich ernst nimmt, wobei er Francis sogar droht, ihm das Schlüsselbein brechen zu wollen, falls er nicht am Überlebenstraining teilnimmt.
Erster Auftritt: Lois sieht rot (Red Dress)
Finley
Finley ist ein Kadett der Militärakademie und Francis’ Freund. Er bekommt oft gute Noten und macht nicht selten Francis’ Hausaufgaben für ihn.
Erster Auftritt: Die Ausreißer (Sleepover)
Richie
Richie war Francis’ bester Freund, bevor dieser auf die Militärakademie ging. Francis besucht ihn oft bei Reisen zurück nach Hause in den ersten beiden Staffeln. Er ist ein Landstreicher und kommt oft mit dem Gesetz in Konflikt. Später in der Serie ist er Reese‘ Chef in dem Fastfoodrestaurant „Circus Burger“. In diesem stiehlt er hunderte Dollar aus der Kasse und beschuldigt Reese. In dieser Episode (Die Katalog-Braut) tritt er auch zum letzten Mal in der Serie auf.
Erster Auftritt: Allein zu Haus (Home Alone 4)
Kevin
Kevin ist ein nervöser und leicht erregbarer Schüler der Begabtenklasse. Zum ersten Mal erscheint er in der Serie am Anfang der dritten Staffel und tritt bis zur vierten Staffel auf. Wie viele andere seiner Klassenkameraden ist er sehr ehrgeizig. Als er einmal eine „schlechte“ Note auf einen Test bekommt, schreit er: „Mein Stiefvater hatte Recht, ich bin nutzlos.“
Erster Auftritt: Rebellion gegen das System (Emancipation)
Lavernia
Lavernia ist Francis’ grausame und herzlose Chefin eines Holzfäller-Betriebes in Alaska. Sie herrscht über ihre Mitarbeiter mit eiserner Faust, um mit ihrem Geschäft genug Geld zu verdienen. Schließlich aber muss sie ihre Mitarbeiter entlassen, nachdem diese alle Bäume des Grundstückes gefällt haben, woraufhin es von einem Bergbauunternehmen aufgekauft wird.
Erster Auftritt: Tauschgeschäfte (Charity)
Artie
Artie ist ein übergewichtiger, ungebildeter und farbenblinder Mann, der in Lavernias Holzfäller-Betrieb arbeitet. Er ist Legastheniker und treibt sich oft mit seinen Kollegen Pete, Francis und Eric herum. Was mit ihm geschieht, nachdem Lavernias Hütte stillgelegt wird, ist unbekannt.
Erster Auftritt: Nervenspiele (Health Scare)
Pete
Pete ist ein etwas älterer Mitarbeiter in Lavernias Holzfäller-Betrieb. Er scheint oft etwas verrückt oder durch sein Alter senil zu sein, da er oft bizarre oder ausgefallene Dinge erwähnt. Laut Eric habe Pete zwar eine Familie, diese aber habe ihn verlassen und mehrere Male ihren Namen geändert, damit Pete sie nicht finden könne. Als Lavernias Betrieb geschlossen wird, meint Pete, er ziehe nun wieder zu seinen Eltern.
Erster Auftritt: Tauschgeschäfte (Charity)
Malik, Steve, Brian und Trey
Malik, Steve, Brian und Trey sind vier Freunde von Abe und Hal. Sie sind ebenso wie Abe dunkelhäutig und sozial besser gestellt. Sie haben bessere Schulabschlüsse und Arbeitsstellen als der weiße Hal aus der unteren Mittelschicht. Zusammen spielen die Sechs öfter mal Poker und bilden kurzzeitig auch ein relativ erfolgreiches Gesangs-Sextett.
Gemeinsamer erster Auftritt: Poker (Poker)
David Hanson
David Hanson ist ein Schüler in Deweys Förderklasse und einer seiner besten Freunde. Oft tut er so, als würde er ein Motorrad fahren. Beim Reden stottert er meist. In einer späteren Episode stellt sich heraus, dass er das Tourette-Syndrom hat.
Erster Auftritt: Der gestörte Hochbegabte (Dewey's Special Class)
Zoe
Zoe ist eine Schülerin der Förderklasse, in die auch Dewey geht. Sie denkt, sie könne mit Tieren sprechen und besitzt ein imaginäres zweites Ich, das sie „Böse Zoe“ nennt. In der Folge Schlafwandler (Staffel 6) kandidiert sie als Schulsprecherin gegen David.
Erster Auftritt: Hal und die Bodybuilder (Busey's Run Away)
Chad
Chad ist ein aggressiver Schüler der Förderklasse, in die auch Dewey geht. Meistens trägt er auf seinem Hemd ein Schild, auf dem eine Warnung vor ihm geschrieben steht. Er trägt meistens Topfhandschuhe. Er glaubt, vier verschiedene Persönlichkeiten zu haben, und denkt, er könne Lehrer alleine mit seinen Gedanken in Flammen aufgehen lassen. In der Folge Der Übernachtungsgast (Staffel 6) übernachtet er bei Dewey und zeigt dabei das zwanghafte Verhalten, alles ordnen zu müssen. Dabei räumt er das komplette Haus auf.
Erster Auftritt: Der gestörte Hochbegabte (Dewey's Special Class)